# Dorsum Cayeux
Dorsum Cayeux – grzbiet na powierzchni Księżyca  o długości około 84 km. Znajduje się na współrzędnych selenograficznych ☾ 1,6°N 51,2°E/1,600000 51,200000. Dorsum Cayeux znajduje się na obszarze Mare Fecunditatis.
Nazwa grzbietu została nadana w 1976 roku przez Międzynarodową Unię Astronomiczną i pochodzi od Luciena Cayeux (1864-1944), francuskiego petrografa.